# Darwin Airline

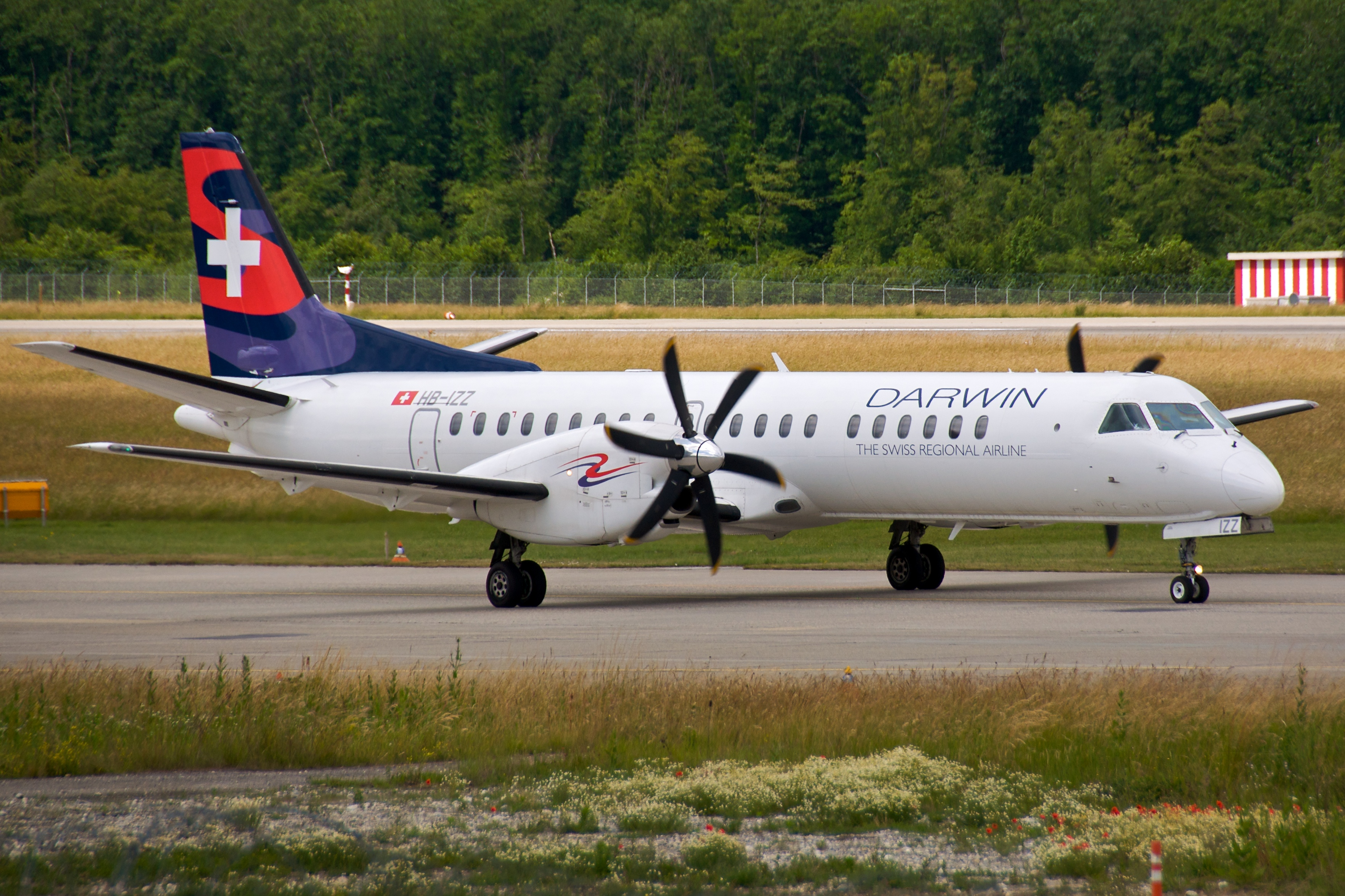
Руління Saab 2000 авіакомпанії Darwin Airline в міжнародному аеропорту Женеви

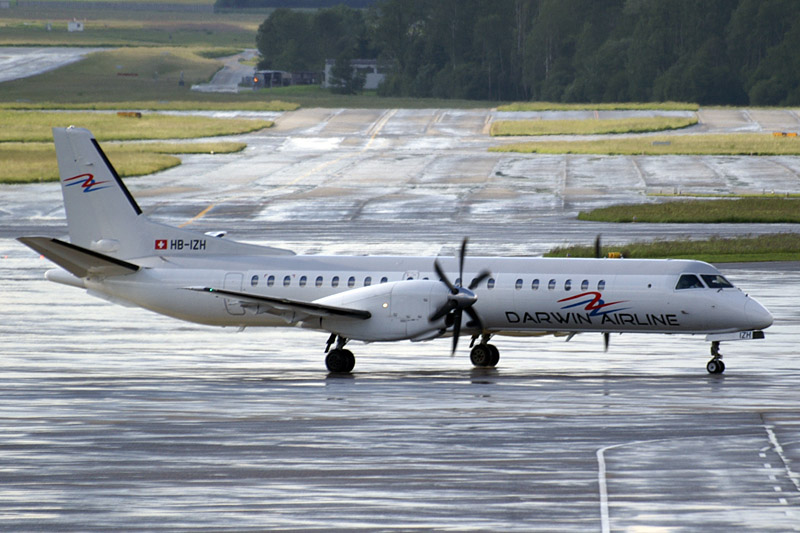
Saab 2000 авіакомпанії Darwin Airline в аеропорту Цюриху

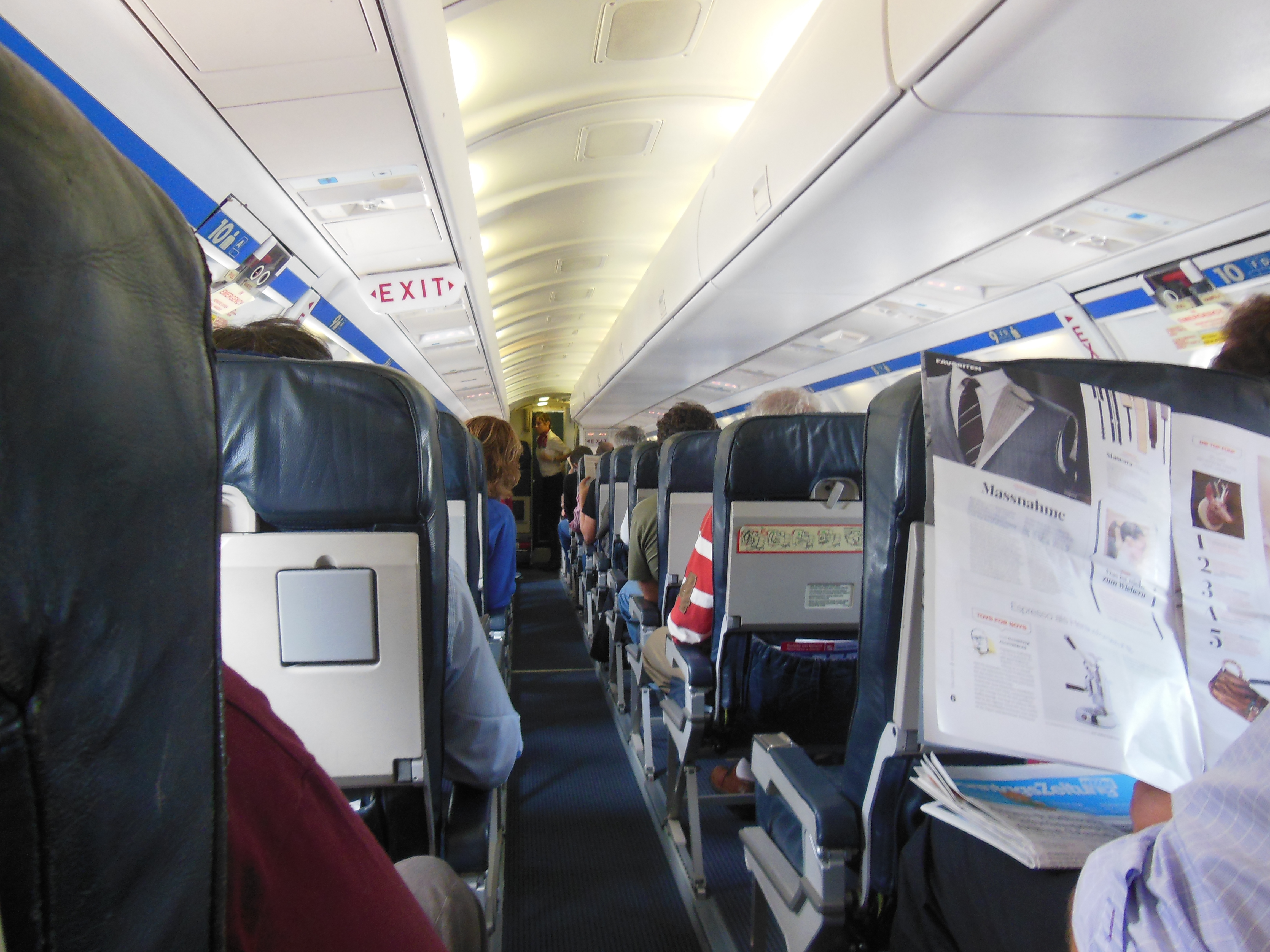
Пасажирський салон Saab 2000 Darwin Airline

Darwin Airline, з січня 2014 року діє під брендом Etihad Regional, — колишня швейцарська регіональна авіакомпанія зі штаб-квартирою в аеропорту Лугано, що працювала у сфері регулярних внутрішніх і міжнародних пасажирських перевезень в Італії, Франції, Іспанії, Великій Британії, Боснії та Герцеговини, Німеччини, Нідерландах, Сербії та Швейцарії. Припинила діяльність 12 грудня 2017
Портом приписки перевізника і його головним транзитним вузлом (хабом) є аеропорт Лугано, в ролі ще одного основного хаба використовується міжнародний аеропорт Женеви.

## Історія
Авіакомпанія Darwin Airline була заснована 12 серпня 2003 року і початку операційну діяльність 28 липня наступного року. Станом на жовтень 2013 року в штаті перевізника працювало 220 осіб.
25 листопада 2010 року Darwin Airline оголосила про плани придбати на початку наступного року авіакомпанію Baboo. Передбачалося, що об'єднаний перевізник буде виконувати частину маршрутів під старим брендом Baboo, інші рейси, перейдуть під торгову марку Darwin Airline з істотним збільшенням частоти польотів за цими напрямами.
2 вересня 2013 року відкрила додатковий хаб в аеропорту Кембриджа, з якого почали здійснюватися регулярні пасажирські перевезення у Амстердам (Схіпхол), Париж (Шарль-де-Голль), Мілан (Мальпенса) і в її женевський хаб на літаках Saab 2000.
17 листопада 2013 року авіакомпанія Etihad Airways оголосила про придбання однієї третини власності Darwin Airline. Після закінчення угоди з січня 2014 року швейцарська компанія продовжила обслуговування своєї маршрутної мережі, але вже під торговою маркою Etihad Regional із зазначенням у ній «operated by Darwin Airline» («рейси виконуються Darwin Airline»). Перший літак у новому розфарбуванні здійснив політ 17 січня 2014 року з Лугано в Женеву; компанія повідомила про те, що всі десять літаків Saab 2000 будуть перефарбовані під новий бренд до кінця червня 2014 року. Чотири взяті в лізинг літака ATR 72-500 змінили свої лівреї відразу ж після надходження їх у розпорядження Darwin Airline.
У березні 2014 року Darwin Airline припинила рейси з римського аеропорту Фьюмічіно в аеропорт Анкона/Фальконара і аеропорт Трапані у зв'язку з каботажними обмеженнями, що діють за межами Євросоюзу. Двома місяцями раніше з тієї ж причини авіакомпанія була змушена ліквідувати регулярний маршрут з Фьюмічіно в аеропорт Аоста-Валі.
В лютому 2014 року Etihad Regional припинила польоти по регулярних маршрутах з Берліна в Познань і Вроцлав, а також з римського Фьюмічіно в Загреб.

## Маршрутна мережа
У квітні 2014 року маршрутна мережа регулярних перевезень авіакомпанії Etihad Regional охоплювала наступні пункти призначення:
 Австрія
- Лінц — аеропорт Лінц

 Франція
- Біарриц — аеропорт Біарриц—Англет—Байонна (сезонний)
- Бордо — аеропорт Бордо
- Ліон — аеропорт Ліон імені Сент Екзюпері
- Париж — Париж (Шарль-де-Голль)
- Тулуза — аеропорт Тулуза

 Німеччина
- Дюссельдорф — міжнародний аеропорт Дюссельдорф
- Лейпциг — аеропорт Лейпциг/Галле — (хаб)[13]
- Штутгарт — аеропорт Штутгарт

 Італія
- Больцано — аеропорт Больцано — під брендом Alitalia
- Кальярі — аеропорт Кальярі Ельмас (сезонний)
- Катанія — аеропорт Катанії Фонтанаросса
- Флоренція — аеропорт Флоренція Перелота
- Ольбія — аеропорт Ольбія Коста-Смеральда (сезонний)
- Палермо — аеропорт Палермо
- Пантеллерія — аеропорт Пантеллерія
- Рим — міжнародний аеропорт імені Леонардо да Вінчі (Ф'юмічіно) — (хаб)
- Лампедуза — аеропорт Лампедуза
- Трапані — аеропорт Трапані
- Турин — аеропорт Турин
- Верона — міжнародний аеропорт Верона

 Нідерланди
- Амстердам — аеропорт Схіпхол

 Сербія
- Белград — аеропорт імені Ніколи Тесла[14]

 Іспанія
- Ібіца — аеропорт Ібіца (сезонний)
- Валенсія — аеропорт Валенсія

 Швейцарія
- Женева — міжнародний аеропорт Женева — (хаб)
- Лугано — аеропорт Лугано — (хаб)
- Цюрих — аеропорт Цюрих

 Велика Британія
- Кембридж — аеропорт Кембридж — (хаб)

## Флот

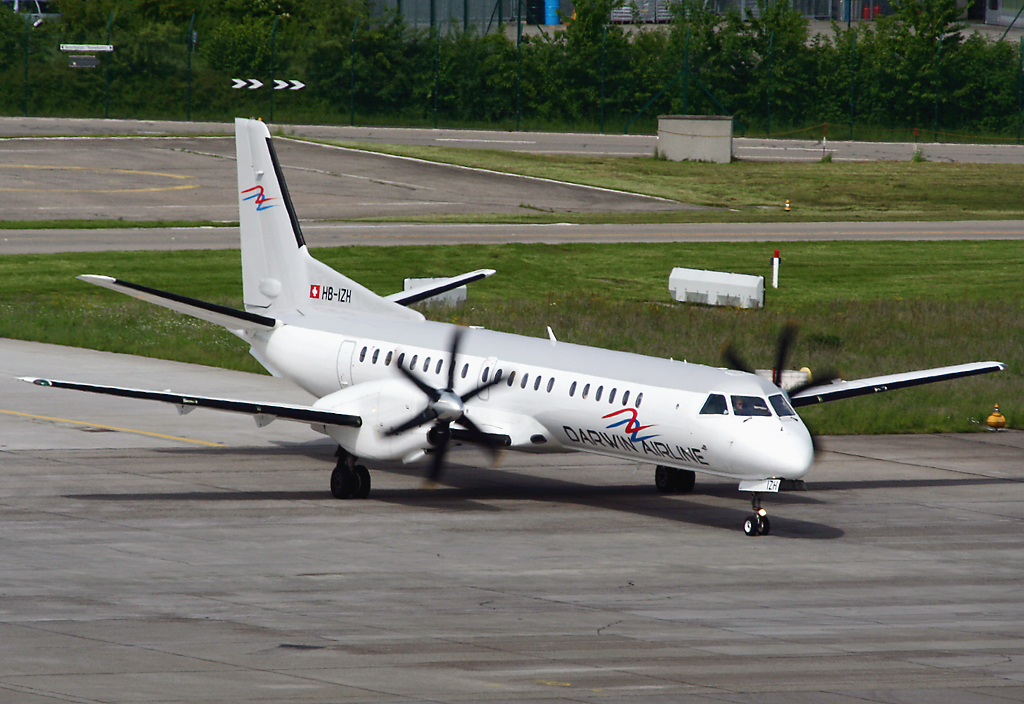
Saab 2000 авіакомпанії Darwin Airline в аеропорту Цюриху

У квітні 2014 року повітряний флот авіакомпанії Etihad Regional складали наступні літаки:
У березні 2014 року Etihad Regional отримала в лізинг чотири літака ATR 72-500.